# Ирисовая печать
И́рисовая печа́ть (от греч. ἶρις «радуга»), ра́дужная печа́ть — специальный вид печати, при котором наблюдаются плавные изменения цвета при переходе от одной краски к другой. Чаще всего используется в качестве средств защиты банкнот и ценных бумаг.

## Технология
Печать осуществляется несколькими красками одновременно из одного красочного ящика, разделённого перегородками, с одной печатной формы при использовании раскатных валиков с фиксированным осевым перемещением. Ирисовый эффект реализуется высоковязкими красками на офсетных машинах с возможностью отключения осевого смещения.

## История
Ирисовая печать изобретена в 1890 году Иваном Ивановичем Орловым, служащим экспедиции заготовления государственных бумаг. В 1892 году эта технология была представлена на европейском форуме банковских служащих. Техническое решение было защищено патентами от 1897—1899 годов в России, Германии, Великобритании и других странах. Машины для ирисовой печати в России конструировали М. Д. Рудометов, П. Е. Павлов, И. Е. Стружков. Впервые в России была применена в 1894 году, при изготовлении кредитных билетов номиналом 25 рублей.